# Richard Michaëlis
Richard Michaëlis (* 27. Juni 1856 oder 1855  in Danzig; † 10. März oder 10. April 1941 in Camp de Gurs) war ein deutscher Reichsgerichtsrat.

## Leben

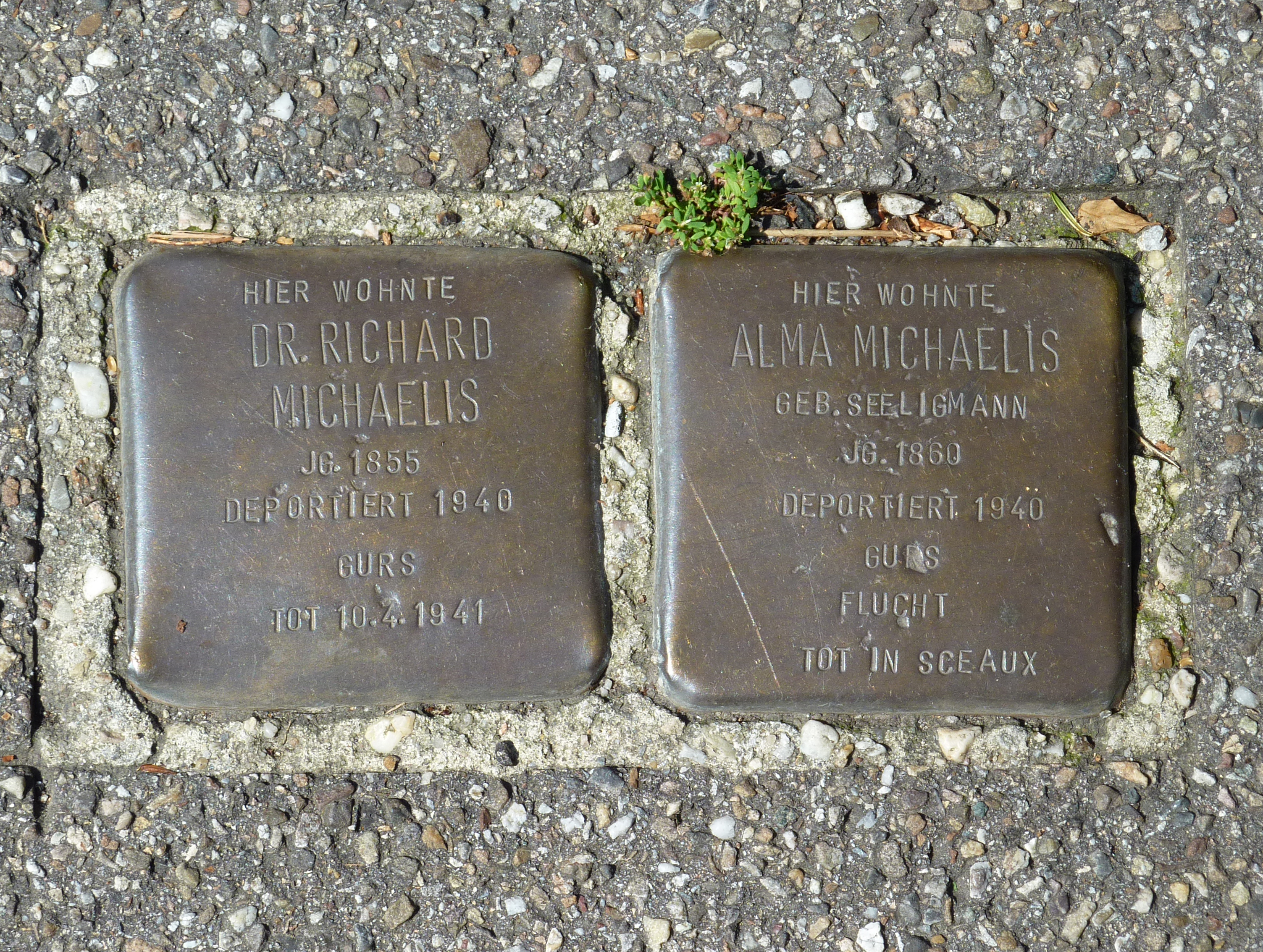
Stolpersteine in Freiburg

Er war der Sohn des Archäologen Adolf Michaelis und der Großonkel von Heinz Seeligmann. 1877 legte er den Eid auf den preußischen Landesherrn ab. 1883  wurde er Amtsrichter und 1886 Landrichter. Seine Ernennung zum Oberlandesgerichtsrat erfolgte 1905. 1910 wurde er mit dem Titel Geheimer Justizrat geehrt. Ab 1912 war er Hilfsrichter am Reichsgericht und er wurde im selben Jahr Reichsgerichtsrat. 1922 wurde er zugleich stellvertretendes Mitglied beim Staatsgerichtshof zum Schutz der Republik. 1924 trat er in den Ruhestand.
Im Januar 2004 wurden vom Künstler Gunter Demnig in der Wintererstraße 6 in Freiburg Stolpersteine, im Gedenken an Richard Michaëlis und seine Frau Alma verlegt.